# دای چوشینگورا (فیلم ۱۹۵۷)
دای چوشینگورا (به ژاپنی: 忠臣蔵)؛ دومین فیلم رنگی بر پایه داستان کانادهون چوشینگورا به کارگردانی اوسونه تاتسوئو ja:大曾根辰夫 است که در سال ۱۹۵۷ منتشر شده‌است. در این فیلم ایچیکاوا انئو ja:市川猿翁 (初代) نقش اُوایشی یُوشیئو را ایفا می‌کند.